# Visigotisch
Het Visigotisch (of Westgotisch) was samen met het Ostrogotisch een van de dialecten van het Gotisch. In tegenstelling tot het Ostrogotisch is het Visigotisch in ruime mate overgeleverd.
De belangrijkste bron van het Visigotisch is de Bijbelvertaling van Wulfila. Van deze vertaling bestaan de volgende handschriften:
- De Codex Argenteus
- De Codex Gissensis
- De Codex Carolinus
- De Codices Ambrosiani
- De Codex Taurinensis.

Verder zijn de volgende bronnen (geheel of gedeeltelijk) bekend:
- De Skeireins
- Delen van een kalender
- Twee Gotische alfabetten
- Enkele gotische zinnen in de Codex Vindobonensis
- De Gotica Veronensia
- Enkele oorkonden
- Gotische runeninscripties